# Шестов, Сергей Семёнович
Серге́й Семёнович Ше́стов (род. 16 апреля 1950, пос. Акчатау, Шетский район, Карагандинская область, КазССР, СССР) — российский военный и общественный деятель. Полковник КГБ СССР, ветеран специального подразделения «Вымпел». Президент Международной общественной организации ветеранов органов безопасности «Вымпел».

## Биография
Родился 16 апреля 1950 года в посёлке Акчатау.
В 1973 году окончил Московский горный институт (сегодня — Горный институт НИТУ «МИСиС»). Прошёл специальную подготовку, окончил ряд учебных заведений КГБ СССР.
С 1974 года работал в контрразведке КГБ в Узбекской ССР.
В 1980-1984 годах был в трёх командировках в Афганистане в составе специальных отрядов «Каскад-1», «Каскад-2», «Каскад-4» в качестве командира группы «Тибет».
После ухода в 1991 году из «Вымпела» занялся золотодобычей и благотворительностью.
Член Координационного совета Негосударственной сферы безопасности.

## Интересные факты
- В течение двух суток, будучи разоружённым по предварительному соглашению, проводил переговоры по перемирию с руководителем афганских моджахедов, сохраняя в нижнем белье гранату Ф-1 с намерением привести её в действие в случае угрозы попадания в плен и пыток.[10]
- Председатель КГБ СССР Ю. В. Андропов получив личный отчёт от Шестова об успешном проведении операции в ущелье Тора-Бора сделал пометку на полях «Молодец!» и наградил его и других участников орденами и медалями.[11]

## Награды
- Орден Красного Знамени[1]
- Орден Даниила Московского[1]
- многие медали[1]
- именное оружие[1]